# Derivada parcial
En matemàtiques, s'anomena derivada parcial d'una funció de diverses variables a la seva derivada respecte a una d'aquestes variables, deixant les altres constants (de manera oposada a la derivada total, en la qual totes les variables poden variar). Les derivades parcials són útils a càlcul vectorial i geometria diferencial.
La derivada parcial d'una funció f respecte a la variable x és representada per {\displaystyle {\frac {\partial f}{\partial x}}} o {\displaystyle \partial _{x}f} o fx (on {\displaystyle \partial } és una d arrodonida, coneguda com el 'símbol de la derivada parcial', que coincideix amb la lletra ciríl·lica cursiva д i es pronuncia en català de la mateixa manera que la lletra d.

## Exemples
Suposi's que f és una funció de més d'una variable. Per exemple,
{\displaystyle z=f(x,y)=x^{2}+xy+y^{2}.}
La gràfica d'aquesta funció defineix una superfície en l'espai euclidià. Per cada punt d'aquesta superfície, hi ha un nombre infinit de rectes tangents. La diferenciació parcial és l'acció de triar una d'aquestes línies i trobar-ne el pendent. Normalment, les línies que són més interessants són les paral·leles al pla xz, i les que són paral·leles al pla yz (que resulten de mantenir constant y o x, respectivament).
Per trobar el pendent de la recta tangent a la funció al punt P(1, 1) paral·lela al pla xz, es fixa y constant. La gràfica i aquest pla es mostren a la dreta. A baix, es veu com és la funció en el pla y = 1. Trobant la derivada de l'equació assumint que y és una constant, es troba que el pendent de f en el punt (x, y) és:
{\displaystyle {\frac {\partial z}{\partial x}}=2x+y.}
Així doncs, en el punt (1, 1), per substitució, el pendent és 3. Per tant,
{\displaystyle {\frac {\partial z}{\partial x}}=3}
en el punt (1, 1). És a dir, la derivada parcial de z respecte de x a (1, 1) és 3, com es mostra en la gràfica.
Es pot reinterpretar la funció f com una família de funcions d'una variable indexada per l'altra variable:
{\displaystyle f(x,y)=f_{y}(x)=x^{2}+xy+y^{2}.}
En altres paraules, cada valor de y defineix una funció, anomenada fy, que és funció únicament d'una variable x. That is,
{\displaystyle f_{y}(x)=x^{2}+xy+y^{2}.}
En aquesta secció la notació de subíndex fy denota una funció contingent en un valor fixat de y, i no una derivada parcial.
Una vegada s'ha triat un valor per a y, com ara a, llavors f(x,y) determina una funció fa que traça una corba x2 + ax + a2 en el pla xz:
{\displaystyle f_{a}(x)=x^{2}+ax+a^{2}.}
En aquesta expressió, a és una constant, no una variable, així doncs fa és una funció d'una única variable real, la variable x. Per tant, s'aplica la definició de la derivada per una funció d'un variable:
{\displaystyle f_{a}'(x)=2x+a.}
Es pot fer aquest procediment per a qualsevol tria de a. Acoblant totes les derivades juntes en una funció dóna lloc a una funció que descriu la variació de f en la direcció x:
{\displaystyle {\frac {\partial f}{\partial x}}(x,y)=2x+y.}
Això no és altra cosa que la derivada parcial de f respecte de x. Aquí, '∂' és una 'd' arrodonida anomenada el símbol de derivada parcial. Per tal de distingir-lo de la lletra 'd', '∂' de vegades rep el nom de "parcial".

### Exemple geomètric
Considerant el volum V d'un con; depèn de l'alçada h del con i del seu radi r, d'acord amb la fórmula:
{\displaystyle V={\frac {r^{2}h\pi }{3}}}
La derivada parcial de V respecte de r és 
{\displaystyle {\frac {\partial V}{\partial r}}={\frac {2rh\pi }{3}}}
i descriu la velocitat a la qual el volum del con canvia si es varia el seu radi i es manté constant l'alçada.
La derivada parcial de V respecte de h és
{\displaystyle {\frac {\partial V}{\partial h}}={\frac {r^{2}\pi }{3}}}
i representa la velocitat a la qual aquest volum canvia si es varia l'alçada i es deixa el radi constant.
Un altre exemple té a veure amb l'àrea A d'un cercle, encara que només depengui del radi r del cercle, d'acord amb la fórmula:
{\displaystyle A=\pi r^{2}}
La derivada parcial de A respecte de r és
{\displaystyle {\frac {\partial A}{\partial r}}=2\pi r}
Les equacions de les quals es desconeix la derivada parcial de certa funció s'anomenen equacions de derivades parcials, i són omnipresents en tota la ciència.

## Notació
Pels exemples següents, sigui f una funció de x, y i z.
Derivades parcials de primer ordre:
{\displaystyle {\frac {\partial f}{\partial x}}=f_{x}=\partial _{x}f}
Derivades parcials de segon ordre:
{\displaystyle {\frac {\partial ^{2}f}{\partial x^{2}}}=f_{xx}=\partial _{xx}f}
Derivades mixtes de segon ordre:
{\displaystyle {\frac {\partial ^{2}f}{\partial x\,\partial y}}=f_{xy}=f_{yx}=\partial _{xy}f=\partial _{yx}f}
Derivades parcials d'ordre superior i derivades mixtes:
{\displaystyle {\frac {\partial ^{i+j+k}f}{\partial x^{i}\,\partial y^{j}\,\partial z^{k}}}=f^{(i,j,k)}}
Quan es tracta amb funcions de múltiples variables, algunes d'aquestes variables poden estar relacionades entre elles, i pot ser necessari especificar explícitament quines variables es mantenen constants. En camps com la mecànica estadística, les derivades parcials de f respecte de x, deixant y i z constants, s'expressen sovint com a:
{\displaystyle \left({\frac {\partial f}{\partial x}}\right)_{y,z}}

## Definició formal i propietats
De la mateixa manera que les derivades ordinàries, les derivades parcials es defineixen com un límit. Sigui U un subconjunt obert de Rn i f : U → R una funció. Es defineix la derivada parcial de f al punt a = (a1, ..., an) ∈ U respecte a la variable i-èsima xi com a
{\displaystyle {\frac {\partial }{\partial x_{i}}}f(\mathbf {a} )=\lim _{h\rightarrow 0}{f(a_{1},\dots ,a_{i-1},a_{i}+h,a_{i+1},\dots ,a_{n})-f(a_{1},\dots ,a_{n}) \over h}}
Fins i tot si totes les derivades parcials ∂f/∂xi(a) existeixen en un punt a, la funció no ha de ser necessàriament contínua en aquest punt. En canvi, si totes les derivades parcials existeixen al voltant d'a i són contínues en a, llavors f és totalment diferenciable en aquest entorn, i la derivada total és contínua. En aquest cas, es pot dir que f és una funció C¹
La derivada parcial ∂f/∂xi es pot veure com una altra funció definida en U i també pot ser diferenciable parcialment. Si totes les derivades parcials mixtes existeixen i són contínues, anomenem a f una funció C²; en aquest cas, les derivades parcials es poden intercanviar mitjançant el teorema de Clairaut:
{\displaystyle {\frac {\partial ^{2}f}{\partial x_{i}\,\partial x_{j}}}={\frac {\partial ^{2}f}{\partial x_{j}\,\partial x_{i}}}.}

## Derivades parcials d'ordre superior
Alhora, la derivada parcial {\displaystyle \partial _{x_{i}}f} pot veure's com una altra funció definida en U i derivar-se parcialment. Si totes les seves derivades parcials existeixen i són contínues, sigui f una funció C2; en aquest cas, les derivades parcials (anomenades parcials) poden ser intercanviades pel teorema de Clairaut també conegut com a teorema de Schwarz.
{\displaystyle {\frac {\partial ^{2}f}{\partial x_{i}\,\partial x_{j}}}={\frac {\partial ^{2}f}{\partial x_{j}\,\partial x_{i}}}.}
En {\displaystyle \mathbb {R} ^{2}}, si es compleix el que s'ha dit, s'assegura que:
{\displaystyle {\frac {\partial ^{2}f}{\partial x\,\partial y}}={\frac {\partial ^{2}f}{\partial y\,\partial x}}=f_{xy}=f_{yx}}

## Derivada direccional
En matemàtiques, la derivada direccional d'una funció (escalar) diferenciable multivariable al llarg d'un vector donat v en un punt donat x representa intuïtivament la taxa instantània de canvi de la funció, movent-se a través d'x amb una velocitat especificada per v.
La derivada direccional d'una funció escalar f respecte un vector v en un punt (per exemple, posició) x pot ser denotada per qualsevol dels següents:
{\displaystyle \nabla _{\mathbf {v} }{f}(\mathbf {x} )=f'_{\mathbf {v} }(\mathbf {x} )=D_{\mathbf {v} }f(\mathbf {x} )=Df(\mathbf {x} )(\mathbf {v} )=\partial _{\mathbf {v} }f(\mathbf {x} )=\mathbf {v} \cdot {\nabla f(\mathbf {x} )}=\mathbf {v} \cdot {\frac {\partial f(\mathbf {x} )}{\partial \mathbf {x} }}.}
Generalitza, per tant, la noció de derivada parcial, en què la taxa de variació es pren al llarg d'una de les corbes de coordenades curvilínies, sent totes les altres coordenades constants.
La derivada direccional és un cas especial de la derivada de Gateaux.

## Aplicacions

### Geometria

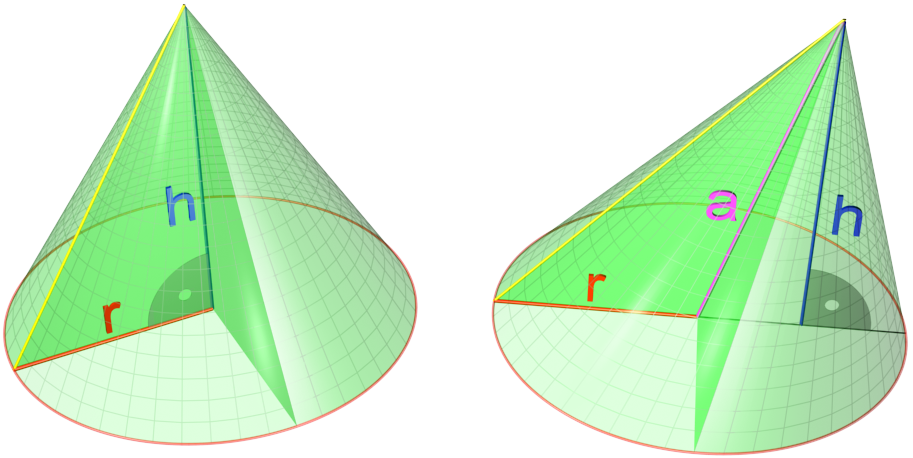
El volum d'un con depèn de l'altura i del radi

El volum V d'un con depèn de la seva altura h i del seu radi r segons la fórmula
{\displaystyle V(r,h)={\frac {\pi r^{2}h}{3}}.}
La derivada parcial de V respecte r és
{\displaystyle {\frac {\partial V}{\partial r}}={\frac {2\pi rh}{3}},}
que represent la taxa amb què el volum del con canvia si el seu radi varia i la seva altura es manté constant. La derivada parcial respecte de h és igual a {\textstyle {\frac {1}{3}}\pi r^{2}}, que representa el ritme de en què el volum canvia si s'augmenta la seva altura mantenint el radi constant.
En canvi, les derivades totals de V respecte de r i h són, respectivament,
{\displaystyle {\begin{aligned}{\frac {dV}{dr}}&=\overbrace {\frac {2\pi rh}{3}} ^{\frac {\partial V}{\partial r}}+\overbrace {\frac {\pi r^{2}}{3}} ^{\frac {\partial V}{\partial h}}{\frac {dh}{dr}}\,,\\{\frac {dV}{dh}}&=\overbrace {\frac {\pi r^{2}}{3}} ^{\frac {\partial V}{\partial h}}+\overbrace {\frac {2\pi rh}{3}} ^{\frac {\partial V}{\partial r}}{\frac {dr}{dh}}\,.\end{aligned}}}
La diferència entre les derivades parcials i totals és l'eliminació de les dependències indirectes entre variables en les derivades parcials.
Si (per alguna raó arbitrària) les proporcions del con han de mantenir-se, i l'altura i el radi tenen un ràtio fixe k,
{\displaystyle k={\frac {h}{r}}={\frac {dh}{dr}}.}
Això dona una derivada total respecte de r,
{\displaystyle {\frac {dV}{dr}}={\frac {2\pi rh}{3}}+{\frac {\pi r^{2}}{3}}k\,,}
que se simplifca a
{\displaystyle {\frac {dV}{dr}}=k\pi r^{2},}
De manera similar, la derivada total respecte de h en aquest cas és
{\displaystyle {\frac {dV}{dh}}=\pi r^{2}.}
La derivada total respecte de tant r com h del volum donada com a funció escalar d'aquestes dues variables ve donada pel vector gradient
{\displaystyle \nabla V=\left({\frac {\partial V}{\partial r}},{\frac {\partial V}{\partial h}}\right)=\left({\frac {2}{3}}\pi rh,{\frac {1}{3}}\pi r^{2}\right).}

### Optimització
Les derivades parcials apareixen en el problema d'optimització basada en càlcul amb més d'una variable d'elecció. Per exemple, en economia una empresa pot voler maximitzar el benefici econòmic π(x, y) respecte una tria de les quantitats x i y de dos tipus diferents de productes. Les condicions de primer ordre per a aquesta optimització són πx = 0 = πy. Com que ambdues derivades parcials πx i πy seran, en general, funcions de tots dos arguments x i y, aquestes dues condicions de primer ordre formen un sistema de dues equacions amb dues incògnites.

### Termodinàmica, mecànica quàntica i física matemàtica
Les derivades parcials apareixen en equacions termodinàmiques com l'equació de Gibbs-Duhem, en la mecànica quàntica com és el cas de l'equació de Schrödinger, així com en altres equacions de la física matemàtica. Aquí, les variables que es mantenen constants en les derivades parcials poden ser ràtios de variables simples com les fraccions molars xi en l'exemple següent que tracta sobre les energies de Gibbs en un sistema mixt ternari:
{\displaystyle {\bar {G_{2}}}=G+(1-x_{2})\left({\frac {\partial G}{\partial x_{2}}}\right)_{\frac {x_{1}}{x_{3}}}}
Es poden expressar les fraccions molars d'un dels components com a funcions de les fraccions molars d'altres components i ràtios molars binaris:
{\displaystyle {\begin{aligned}x_{1}&={\frac {1-x_{2}}{1+{\frac {x_{3}}{x_{1}}}}}\\x_{3}&={\frac {1-x_{2}}{1+{\frac {x_{1}}{x_{3}}}}}\end{aligned}}}
Es poden formar quocients diferencials a ràtios constants com les de més amunt:
{\displaystyle {\begin{aligned}\left({\frac {\partial x_{1}}{\partial x_{2}}}\right)_{\frac {x_{1}}{x_{3}}}&=-{\frac {x_{1}}{1-x_{2}}}\\\left({\frac {\partial x_{3}}{\partial x_{2}}}\right)_{\frac {x_{1}}{x_{3}}}&=-{\frac {x_{3}}{1-x_{2}}}\end{aligned}}}
Es poden escriure els ràtios X, Y, Z de fraccions molars per a sistemes ternaris i de múltiples components:
{\displaystyle {\begin{aligned}X&={\frac {x_{3}}{x_{1}+x_{3}}}\\Y&={\frac {x_{3}}{x_{2}+x_{3}}}\\Z&={\frac {x_{2}}{x_{1}+x_{2}}}\end{aligned}}}
que es poden utilitzar per resoldre equacions diferencials parcials com ara:
{\displaystyle \left({\frac {\partial \mu _{2}}{\partial n_{1}}}\right)_{n_{2},n_{3}}=\left({\frac {\partial \mu _{1}}{\partial n_{2}}}\right)_{n_{1},n_{3}}}
Aquesta igualtat pot ser modificada per tenir un quocient diferencical de fraccions molars en un dels costats de la igualtat.

### Canvi de mida d'imatges
Les derivades parcials juguen un paper  clau en els algorismes de canvi de mida d'imatges conscients de l'objectiu (target-aware resizing algorithms). Coneguts àmpliament com a re-escala (seam carving, en anglès), per a aquestes algorismes cal que cada a píxel d'una imatge se li assigni un valor d'energia que descrigui la seva dissemblança respecte dels píxels ortogonalment adjacents. L'algorisme llavors elimina progressivament files i columnes amb les energies més baixes. La fórmula establerta per determinar l'energia d'un píxel (magnitude del gradient d'un píxel) depèn molt fortament de la definició de derivades parcials.

### Economia
Les derivades parcials tenen un paper prominent en l'economia, en què la majoria de funcions que descriuen el comportament econòmic depenen de més d'una variable. Per exemple, una funció de consum pot descriure la quantitat gastada en béns de consum en funció tant del salari com de la riquesa; la propensió marginal al consum és doncs la derivada parcial de la funció de consum respecte del salari.